# Langya Shan (Anhui)
Das Langya-Gebirge (chinesisch 琅邪山 / 琅琊山, Pinyin Lángyá shān ) ist ein Mittelgebirge im Südwesten des Kreises Chuzhou in der chinesischen Provinz Anhui. Das Gebirge ist nach dem ersten Kaiser der Östlichen Jin-Dynastie Sima Rui (Jin Yuandi), dem König/Prinzen (wang) von Langya (琅邪王) benannt. 
Neben dem buddhistischen Langya-Tempel (Langya si) befindet sich dort auch das daoistische Bixia-Kloster (Bixia gong), wo chinesischen Angaben zufolge jährlich von 50.000 Daoisten am neunten Tag des ersten Monates nach dem traditionellen chinesischen Mondkalender der Geburtstag des Jadekaisers gefeiert wird.